# スギモリゲイトウ
スギモリゲイトウ(英:Amaranthus cruentus )は、メキシコやニカラグアなどの中南米に自生している被子植物である。

## 概説
スギモリゲイトウは、ヒユ科ケイトウ属に属する一年草で、草丈は0.5～3m程度に達し、茎の上部や葉柄、花柄などは赤色を呈し、全体として鮮やかな印象を与える。葉は長い葉柄をもつ披針形から楕円形で、茎に互生する。葉の縁は全縁であり、先端は鋭頭となる。また、葉の色はしばしば赤紫色を帯びる。
開花期になると、茎の上部の葉腋から茎頂にかけて1m前後の穂状花序を形成し、分枝した多数の花穂をつける。花穂は密に花をつけて美しく彩られ、品種によっては扇状、脳のような形状など、さまざまな姿を見せる。
花後に形成される種子は1～1.5mm程度の扁球形で、黄金色・黒色・茶色などに熟す。

## 歴史
紀元前4000年頃の中南米では食用としても用いられていた。主な可食部は種子であり、粉末やお粥などにして食べられていた。
葉の部分も炒めて食べられたりしており、種子はを発芽させてスプラウトにすることもある。今でも健康食品として現地で栽培・販売されている。
アメリカ先住民であるズニ族では、花弁の部分を細かく挽いて口紅に使ったり儀式用のパンを赤く染めるなどに使われており、宗教的意味合いのある植物でもある。